# File cue

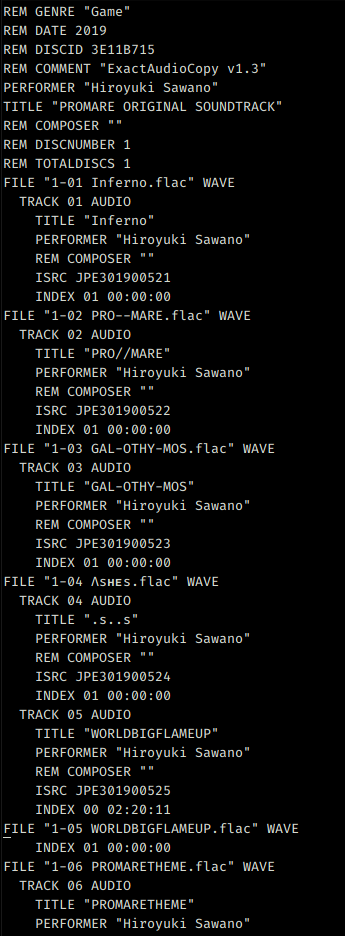
File cue preso dal CD della colonna sonora del film di animazione giapponese Promare

Un file cue è un file di metadati che descrive come le singole tracce di un CD o un DVD sono suddivise. Tali tracce si presentano nella forma di un file di testo, e si distinguono per l'estensione cue alla fine del nome.
Il primo software ad adottare questo tipo di file è stato CDRWIN, aprendo la strada alla compatibilità per tutti gli altri programmi di masterizzazione e player multimediali. Tali file sono usati nel campo della masterizzazione in abbinamento a un file immagine, generalmente con l'estensione .bin (del quale costituiscono anche in questo caso l'indice).

## Utilizzo con i CD musicali
Per un cd audio un file cue contiene l'indicazione dei titoli e degli autori delle tracce e il nome del (o dei) file a cui punta. I file  MP3, WAV e BIN sono di uso comune, sebbene molti programmi supportino altri formati. I file cue sono molto utili specialmente nel caso di cd mixati o registrazioni di concerti live, dove le tracce sono riunite in un file unico.

### Ascolto
Si rivela quindi molto utile applicare i file CUE anche a questa situazione. Esistono due metodi diversi per svolgere questa operazione. Il più intuitivo consiste nel separare il file di partenza in una serie di file più piccoli, uno per traccia, mediante programmi appositi detti trimmer. Questa soluzione funziona per tutti i riproduttori software e hardware, dato che tutti i riproduttori leggono il formato wav o mp3.
L'altro approccio consiste nell'integrare il supporto dei CUE al player: si può pensare come una finestrella aggiuntiva per i contenuti del cue, su spunto del gestore della playlist oppure di aggiungere le entrate relative al cue direttamente nella playlist principale. Quando il file originale viene aperto, il player va a leggere le informazioni nel cue e le tracce vengono visualizzate nel corpo della playlist principale secondo le impostazioni di formattazione generali del programma. Viene garantita così all'ascoltatore la possibilità di vedere la traccia suonata in ogni istante e di procedere all'ascolto delle uniche interessanti.

### Riproduzione
Il formato CD permette di eseguire un avanzamento rapido di ogni traccia sul CD ed eventualmente di saltarne alcune. Quando la sorgente per la masterizzazione è un file unico, come nel caso delle performance live di una band, viene prodotta un'unica lunga traccia, che preclude l'uso di questa funzione. Un CUE riesce quindi a fornire i metadati necessari per permettere una facile navigazione.

## Struttura
Un file CUE è composto da un'intestazione generale e da una serie di sottomenu, riguardanti ognuno una specifica traccia.
I comandi più usati sono:
TITLE
se posto all'inizio: indica il titolo dell'intera opera
se posto dopo la stringa TRACK: indica il titolo della traccia corrispondente
PERFORMER
all'inizio: indica il nome dell'autore/creatore dell'intera opera
dopo la stringa TRACK: indica il nome dell'autore della traccia corrispondente
FILE
riporta il nome del file contenente i dati; deve essere il nome esatto del file di riferimento, inclusa l'estensione (p.es.: .mp3, .wav)
TRACK
definisce dove inizia una nuova traccia, allegando informazioni come il numero, il tipo e (nelle righe seguenti, che possono comparire in qualsiasi ordine) il nome, il nome dell'autore e il punto di inizio
INDEX
indica il punto del file originale in cui inizia la traccia descritta dal parametro precedente, nel formato MM:SS:FR (minuti-secondi-frame; ad esempio, 04:18:63 = 4 minuti, 18 secondi, 63 frames). Va fatto notare che il massimo valore di frame per un Cd audio è di 74, quindi i frame possono essere visti come settantacinquesimi di secondo.

## Esempi e sintassi
Il file mp3 "faithless - live in berlin.mp3" contiene la registrazione di un concerto della band Faithless, nel quale vennero suonate otto canzoni. La track list è la seguente:
1. Faithless - Reverence
2. Faithless - She's My Baby
3. Faithless - Take The Long Way Home
4. Faithless - Insomnia
5. Faithless - Bring The Family Back
6. Faithless - Salva Mea
7. Faithless - Dirty Old Man
8. Faithless - God Is A DJ

Il mp3 è quindi un singolo file contenente l'intera performance, della durata approssimativa di un'ora. Solo pensare a inciderlo su un cd in questo stato rende subito evidenti le difficoltà che insorgerebbero nell'ascolto. Per scrivere il cue, la persona dovrà prima ascoltare il file per stabilire in quali punti vuole inserire lo stacco tra le canzoni. Va fatto notare che i tempi sono progressivi, quindi non va indicata la durata di ogni singola canzone ma vanno sommati, quindi un primo criterio per controllare se il cue è fatto bene è che una traccia successiva ad un'altra non abbia un tempo inferiore.
Le prime tre righe contengono le informazioni relative all'intero cd, e verranno seguite da quelle specifiche per ogni traccia, indentate rispetto al resto. La stringa INDEX 01 è obbligatoria (e a pensarci bene è lo scopo del nostro lavoro), e va fatta seguire dall'indicazione del tempo per ognuna, invece le stringhe TITLE e PERFORMER sono opzionali.
```
TITLE "Live in Berlin, 1998"
PERFORMER "Faithless"
FILE "faithless - live in berlin.mp3" MP3
  TRACK 01 AUDIO
    TITLE "Reverence"
    PERFORMER "Faithless"
    INDEX 01 00:00:00
  TRACK 02 AUDIO
    TITLE "She's My Baby"
    PERFORMER "Faithless"
    INDEX 01 06:42:00
  TRACK 03 AUDIO
    TITLE "Take The Long Way Home"
    PERFORMER "Faithless"
    INDEX 01 10:54:00
  TRACK 04 AUDIO
    TITLE "Insomnia"
    PERFORMER "Faithless"
    INDEX 01 17:04:00
  TRACK 05 AUDIO
    TITLE "Bring The Family Back"
    PERFORMER "Faithless"
    INDEX 01 25:44:00
  TRACK 06 AUDIO
    TITLE "Salva Mea"
    PERFORMER "Faithless"
    INDEX 01 30:50:00
  TRACK 07 AUDIO
    TITLE "Dirty Old Man"
    PERFORMER "Faithless"
    INDEX 01 38:24:00
  TRACK 08 AUDIO
    TITLE "God Is A DJ"
    PERFORMER "Faithless"
    INDEX 01 42:35:00
```

Esempio di un file cue che si riferisce all'immagine di un cd:
```
FILE "sampleimage.bin" BINARY
  TRACK 01 MODE1/2352
    INDEX 01 00:00:00
```